# Bleed Like Me
Bleed Like Me är det fjärde studioalbumet av den skotsk-amerikanska rockgruppen Garbage, utgivet i april 2005. Singlarna var "Why Do You Love Me", "Bleed Like Me", "Sex Is Not the Enemy" och "Run Baby Run".

## Låtlista
Alla låtar är skrivna och komponerade av Garbage. 
| Nr  | Titel                        | Längd |
| --- | ---------------------------- | ----- |
| 1.  | Bad Boyfriend                | 3:46  |
| 2.  | Run Baby Run                 | 3:58  |
| 3.  | Right Between the Eyes       | 3:55  |
| 4.  | Why Do You Love Me           | 3:54  |
| 5.  | Bleed Like Me                | 4:01  |
| 6.  | Metal Heart                  | 3:59  |
| 7.  | Sex Is Not the Enemy         | 3:06  |
| 8.  | It's All Over But the Crying | 4:39  |
| 9.  | Boys Wanna Fight             | 4:16  |
| 10. | Why Don't You Come Over      | 3:25  |
| 11. | Happy Home                   | 6:00  |

## Medverkande
Garbage
- Shirley Manson – sång, elgitarr
- Steve Marker – el- och akustisk gitarr, synthesizer, programmering, pålägg
- Duke Erikson – gitarr, synthesizer, mellotron, piano
- Butch Vig – trummor, gitarr, effekter, programmering, bas